# Gare de Saint-Georges-de-Commiers
Gare de Saint-Georges-de-Commiers vasútállomás Franciaországban, Saint-Georges-de-Commiers településen.

## Vasútvonalak
Az állomást az alábbi vasútvonalak érintik:
- Lyon-Perrache-Grenoble-Marseille-vasútvonal
- Chemin de Fer de La Mure

## Kapcsolódó állomások
A vasútállomáshoz az alábbi állomások vannak a legközelebb:
- Gare de Jarrie - Vizille
- Gare de Vif
- Notre-Dame-de-Commiers railway station (Chemin de Fer de La Mure)